# Lista di asteroidi (705001-706000)
Di seguito una lista di asteroidi dal numero 705001  al 706000 con data di scoperta e scopritore.

## 705001–705100
| Nome   | Designazione provvisoria | Data di scoperta  | Scopritore          |
| ------ | ------------------------ | ----------------- | ------------------- |
| 705001 | 2008 UA319               | 19 settembre 2003 | Spacewatch          |
| 705002 | 2008 UC319               | 10 ottobre 2008   | Mount Lemmon Survey |
| 705003 | 2008 UW319               | 8 agosto 2016     | Pan-STARRS          |
| 705004 | 2008 UZ319               | 31 ottobre 2008   | Mount Lemmon Survey |
| 705005 | 2008 UH320               | 31 ottobre 2008   | Mount Lemmon Survey |
| 705006 | 2008 UX322               | 28 settembre 2008 | Mount Lemmon Survey |
| 705007 | 2008 UZ324               | 5 settembre 2008  | Spacewatch          |
| 705008 | 2008 UL325               | 31 ottobre 2008   | Spacewatch          |
| 705009 | 2008 UB327               | 31 ottobre 2008   | Spacewatch          |
| 705010 | 2008 UG327               | 27 ottobre 2008   | SSS                 |
| 705011 | 2008 UU328               | 22 ottobre 2008   | Spacewatch          |
| 705012 | 2008 UN331               | 29 ottobre 1999   | Spacewatch          |
| 705013 | 2008 UZ338               | 22 ottobre 2008   | Spacewatch          |
| 705014 | 2008 UT345               | 26 ottobre 2008   | Spacewatch          |
| 705015 | 2008 US348               | 25 ottobre 2008   | CSS                 |
| 705016 | 2008 UT348               | 25 ottobre 2008   | Spacewatch          |
| 705017 | 2008 UR349               | 28 ottobre 2008   | Spacewatch          |
| 705018 | 2008 UU349               | 28 ottobre 2008   | Mount Lemmon Survey |
| 705019 | 2008 UR350               | 27 ottobre 2008   | Spacewatch          |
| 705020 | 2008 UB351               | 26 ottobre 2008   | Spacewatch          |
| 705021 | 2008 UH359               | 27 ottobre 2008   | Mount Lemmon Survey |
| 705022 | 2008 UH363               | 26 ottobre 2008   | CSS                 |
| 705023 | 2008 UK366               | 20 ottobre 2008   | Mount Lemmon Survey |
| 705024 | 2008 UG367               | 22 settembre 2008 | Mount Lemmon Survey |
| 705025 | 2008 UM369               | 28 ottobre 2008   | Spacewatch          |
| 705026 | 2008 UL371               | 29 ottobre 2008   | Spacewatch          |
| 705027 | 2008 UY373               | 30 ottobre 2008   | Spacewatch          |
| 705028 | 2008 UZ374               | 25 ottobre 2008   | Spacewatch          |
| 705029 | 2008 UR375               | 24 ottobre 2008   | CSS                 |
| 705030 | 2008 UJ376               | 21 ottobre 2008   | Spacewatch          |
| 705031 | 2008 UP376               | 16 febbraio 2010  | Mount Lemmon Survey |
| 705032 | 2008 UY376               | 28 gennaio 2014   | Mount Lemmon Survey |
| 705033 | 2008 UK377               | 7 ottobre 2012    | Pan-STARRS          |
| 705034 | 2008 UM377               | 27 ottobre 2008   | Spacewatch          |
| 705035 | 2008 UA378               | 26 ottobre 2008   | Spacewatch          |
| 705036 | 2008 UO378               | 27 novembre 2013  | Pan-STARRS          |
| 705037 | 2008 UR378               | 10 febbraio 2014  | Mount Lemmon Survey |
| 705038 | 2008 UE379               | 28 marzo 2011     | Mount Lemmon Survey |
| 705039 | 2008 UG379               | 21 ottobre 2008   | Spacewatch          |
| 705040 | 2008 UJ379               | 25 settembre 2012 | Mount Lemmon Survey |
| 705041 | 2008 UM379               | 2 aprile 2011     | Spacewatch          |
| 705042 | 2008 UX379               | 26 ottobre 2014   | Mount Lemmon Survey |
| 705043 | 2008 UY379               | 8 giugno 2016     | Pan-STARRS          |
| 705044 | 2008 UC380               | 20 maggio 2012    | Mount Lemmon Survey |
| 705045 | 2008 UM381               | 31 agosto 2014    | Pan-STARRS          |
| 705046 | 2008 UP381               | 23 ottobre 2008   | Spacewatch          |
| 705047 | 2008 UY381               | 28 marzo 2011     | Mount Lemmon Survey |
| 705048 | 2008 UP382               | 27 novembre 2014  | Pan-STARRS          |
| 705049 | 2008 UE383               | 23 ottobre 2008   | Spacewatch          |
| 705050 | 2008 UP383               | 29 aprile 2012    | Spacewatch          |
| 705051 | 2008 US383               | 18 maggio 2015    | Pan-STARRS          |
| 705052 | 2008 UZ383               | 19 settembre 1995 | Spacewatch          |
| 705053 | 2008 UL384               | 18 novembre 2003  | Spacewatch          |
| 705054 | 2008 UC385               | 30 marzo 2011     | Pan-STARRS          |
| 705055 | 2008 UR385               | 26 agosto 2012    | Pan-STARRS          |
| 705056 | 2008 UW386               | 2 luglio 2011     | Spacewatch          |
| 705057 | 2008 UZ386               | 14 agosto 2013    | Pan-STARRS          |
| 705058 | 2008 UC387               | 28 ottobre 2008   | Spacewatch          |
| 705059 | 2008 UD387               | 30 ottobre 2008   | Spacewatch          |
| 705060 | 2008 UF387               | 20 ottobre 2008   | Mount Lemmon Survey |
| 705061 | 2008 UG387               | 10 marzo 2011     | Spacewatch          |
| 705062 | 2008 UH387               | 29 ottobre 2008   | Spacewatch          |
| 705063 | 2008 UU387               | 26 ottobre 2008   | Spacewatch          |
| 705064 | 2008 UY387               | 11 dicembre 2014  | Mount Lemmon Survey |
| 705065 | 2008 UZ387               | 29 ottobre 2008   | Spacewatch          |
| 705066 | 2008 UD388               | 24 novembre 2003  | Spacewatch          |
| 705067 | 2008 UQ388               | 28 ottobre 2014   | Pan-STARRS          |
| 705068 | 2008 UU388               | 30 settembre 2011 | Spacewatch          |
| 705069 | 2008 UV388               | 12 settembre 2016 | Pan-STARRS          |
| 705070 | 2008 UX388               | 7 febbraio 2011   | Mount Lemmon Survey |
| 705071 | 2008 UM389               | 27 settembre 2008 | Mount Lemmon Survey |
| 705072 | 2008 UU389               | 15 maggio 2018    | Mount Lemmon Survey |
| 705073 | 2008 UH390               | 18 marzo 2017     | Mount Lemmon Survey |
| 705074 | 2008 UO390               | 1 gennaio 2014    | Pan-STARRS          |
| 705075 | 2008 UP392               | 15 luglio 2013    | Pan-STARRS          |
| 705076 | 2008 UR393               | 24 settembre 2015 | Mount Lemmon Survey |
| 705077 | 2008 UN395               | 14 luglio 2013    | Pan-STARRS          |
| 705078 | 2008 UP395               | 16 dicembre 2009  | Mount Lemmon Survey |
| 705079 | 2008 UK396               | 22 ottobre 2008   | Spacewatch          |
| 705080 | 2008 US396               | 8 agosto 2013     | Pan-STARRS          |
| 705081 | 2008 UA399               | 2 marzo 2011      | Spacewatch          |
| 705082 | 2008 UX399               | 20 ottobre 2008   | Spacewatch          |
| 705083 | 2008 UN400               | 16 settembre 2017 | Pan-STARRS          |
| 705084 | 2008 UO400               | 20 ottobre 2008   | Mount Lemmon Survey |
| 705085 | 2008 UT400               | 15 settembre 2013 | Mount Lemmon Survey |
| 705086 | 2008 UD401               | 15 luglio 2013    | Pan-STARRS          |
| 705087 | 2008 UH404               | 25 ottobre 2008   | Spacewatch          |
| 705088 | 2008 UJ404               | 27 ottobre 2008   | Mount Lemmon Survey |
| 705089 | 2008 US404               | 20 ottobre 2008   | Spacewatch          |
| 705090 | 2008 UG407               | 26 ottobre 2008   | Spacewatch          |
| 705091 | 2008 UL407               | 31 ottobre 2008   | Mount Lemmon Survey |
| 705092 | 2008 UY408               | 23 ottobre 2008   | Mount Lemmon Survey |
| 705093 | 2008 UR414               | 24 ottobre 2008   | Spacewatch          |
| 705094 | 2008 UE415               | 21 ottobre 2008   | Spacewatch          |
| 705095 | 2008 US419               | 29 ottobre 2008   | Mount Lemmon Survey |
| 705096 | 2008 UT419               | 20 ottobre 2008   | Mount Lemmon Survey |
| 705097 | 2008 UV420               | 29 ottobre 2008   | Spacewatch          |
| 705098 | 2008 UE422               | 22 ottobre 2008   | Spacewatch          |
| 705099 | 2008 VA1                 | 7 ottobre 2008    | Spacewatch          |
| 705100 | 2008 VM1                 | 24 settembre 2008 | Spacewatch          |

## 705101–705200
| Nome   | Designazione provvisoria | Data di scoperta  | Scopritore                  |
| ------ | ------------------------ | ----------------- | --------------------------- |
| 705101 | 2008 VB6                 | 1 novembre 2008   | Mount Lemmon Survey         |
| 705102 | 2008 VU7                 | 30 marzo 2003     | M. W. Buie, A. B. Jordan    |
| 705103 | 2008 VK9                 | 2 novembre 2008   | Mount Lemmon Survey         |
| 705104 | 2008 VW11                | 2 novembre 2008   | Mount Lemmon Survey         |
| 705105 | 2008 VV16                | 24 ottobre 2008   | Spacewatch                  |
| 705106 | 2008 VW23                | 1 novembre 2008   | Spacewatch                  |
| 705107 | 2008 VU28                | 29 settembre 2008 | Mount Lemmon Survey         |
| 705108 | 2008 VL29                | 26 ottobre 2008   | Spacewatch                  |
| 705109 | 2008 VR29                | 2 novembre 2008   | Mount Lemmon Survey         |
| 705110 | 2008 VH31                | 6 ottobre 2008    | Mount Lemmon Survey         |
| 705111 | 2008 VV31                | 6 ottobre 2008    | Mount Lemmon Survey         |
| 705112 | 2008 VE32                | 2 novembre 2008   | Mount Lemmon Survey         |
| 705113 | 2008 VP33                | 26 gennaio 2001   | Spacewatch                  |
| 705114 | 2008 VZ35                | 2 novembre 2008   | Mount Lemmon Survey         |
| 705115 | 2008 VS36                | 2 novembre 2008   | Mount Lemmon Survey         |
| 705116 | 2008 VU36                | 2 novembre 2008   | Mount Lemmon Survey         |
| 705117 | 2008 VD40                | 27 ottobre 2008   | Mount Lemmon Survey         |
| 705118 | 2008 VE45                | 18 luglio 2007    | Mount Lemmon Survey         |
| 705119 | 2008 VU45                | 5 ottobre 2005    | CSS                         |
| 705120 | 2008 VW45                | 3 novembre 2008   | Mount Lemmon Survey         |
| 705121 | 2008 VZ45                | 27 settembre 2008 | Mount Lemmon Survey         |
| 705122 | 2008 VX46                | 3 novembre 2008   | Spacewatch                  |
| 705123 | 2008 VM49                | 28 ottobre 2008   | Mount Lemmon Survey         |
| 705124 | 2008 VP49                | 4 settembre 2007  | Mount Lemmon Survey         |
| 705125 | 2008 VK52                | 29 settembre 2008 | Mount Lemmon Survey         |
| 705126 | 2008 VE55                | 29 ottobre 2008   | Spacewatch                  |
| 705127 | 2008 VK69                | 17 gennaio 2004   | NEAT                        |
| 705128 | 2008 VF74                | 7 novembre 2008   | Mount Lemmon Survey         |
| 705129 | 2008 VV79                | 2 novembre 2008   | Spacewatch                  |
| 705130 | 2008 VG84                | 7 novembre 2008   | Mount Lemmon Survey         |
| 705131 | 2008 VV84                | 30 aprile 2006    | Spacewatch                  |
| 705132 | 2008 VH85                | 7 dicembre 2012   | Mount Lemmon Survey         |
| 705133 | 2008 VK86                | 24 ottobre 2013   | Pan-STARRS                  |
| 705134 | 2008 VZ86                | 9 novembre 2008   | Spacewatch                  |
| 705135 | 2008 VK88                | 29 novembre 2014  | Mount Lemmon Survey         |
| 705136 | 2008 VD89                | 1 novembre 2008   | Mount Lemmon Survey         |
| 705137 | 2008 VE90                | 9 settembre 2013  | Pan-STARRS                  |
| 705138 | 2008 VH90                | 9 luglio 2018     | Pan-STARRS                  |
| 705139 | 2008 VN90                | 1 novembre 2008   | Mount Lemmon Survey         |
| 705140 | 2008 VO90                | 20 ottobre 2008   | Spacewatch                  |
| 705141 | 2008 VV90                | 8 novembre 2008   | Spacewatch                  |
| 705142 | 2008 VW90                | 5 febbraio 2016   | Pan-STARRS                  |
| 705143 | 2008 VK91                | 8 febbraio 2016   | Mount Lemmon Survey         |
| 705144 | 2008 VN91                | 19 marzo 2017     | Mount Lemmon Survey         |
| 705145 | 2008 VO91                | 2 novembre 2008   | CSS                         |
| 705146 | 2008 VD92                | 7 novembre 2008   | Mount Lemmon Survey         |
| 705147 | 2008 VY92                | 6 settembre 2016  | Pan-STARRS                  |
| 705148 | 2008 VO93                | 14 febbraio 2013  | CSS                         |
| 705149 | 2008 VO94                | 9 novembre 2008   | Spacewatch                  |
| 705150 | 2008 VW94                | 1 maggio 2012     | Mount Lemmon Survey         |
| 705151 | 2008 VH95                | 26 maggio 2015    | Pan-STARRS                  |
| 705152 | 2008 VT95                | 1 novembre 2008   | Mount Lemmon Survey         |
| 705153 | 2008 VQ96                | 10 marzo 2011     | Spacewatch                  |
| 705154 | 2008 VR96                | 29 novembre 2014  | Mount Lemmon Survey         |
| 705155 | 2008 VK99                | 1 novembre 2008   | Spacewatch                  |
| 705156 | 2008 VF102               | 2 novembre 2008   | Spacewatch                  |
| 705157 | 2008 VK106               | 2 novembre 2008   | Mount Lemmon Survey         |
| 705158 | 2008 VL108               | 13 settembre 2013 | Mount Lemmon Survey         |
| 705159 | 2008 VP110               | 8 novembre 2008   | Mount Lemmon Survey         |
| 705160 | 2008 WM6                 | 22 ottobre 2008   | Spacewatch                  |
| 705161 | 2008 WZ11                | 21 novembre 2003  | Spacewatch                  |
| 705162 | 2008 WL12                | 22 settembre 2008 | Mount Lemmon Survey         |
| 705163 | 2008 WY15                | 22 ottobre 2008   | Spacewatch                  |
| 705164 | 2008 WE19                | 28 settembre 2008 | Mount Lemmon Survey         |
| 705165 | 2008 WP20                | 17 novembre 2008  | Spacewatch                  |
| 705166 | 2008 WJ21                | 17 novembre 2008  | Spacewatch                  |
| 705167 | 2008 WR22                | 7 novembre 2008   | Spacewatch                  |
| 705168 | 2008 WP27                | 27 settembre 2008 | Mount Lemmon Survey         |
| 705169 | 2008 WX28                | 1 novembre 2008   | Mount Lemmon Survey         |
| 705170 | 2008 WX30                | 19 novembre 2008  | Mount Lemmon Survey         |
| 705171 | 2008 WB31                | 19 novembre 2008  | Mount Lemmon Survey         |
| 705172 | 2008 WC32                | 19 novembre 2008  | Spacewatch                  |
| 705173 | 2008 WU33                | 2 novembre 2008   | Spacewatch                  |
| 705174 | 2008 WJ35                | 17 novembre 2008  | Spacewatch                  |
| 705175 | 2008 WA37                | 17 novembre 2008  | Spacewatch                  |
| 705176 | 2008 WV40                | 7 novembre 2008   | Mount Lemmon Survey         |
| 705177 | 2008 WT43                | 17 novembre 2008  | Spacewatch                  |
| 705178 | 2008 WJ51                | 27 ottobre 2008   | Spacewatch                  |
| 705179 | 2008 WL51                | 6 ottobre 2008    | Mount Lemmon Survey         |
| 705180 | 2008 WJ52                | 8 ottobre 2004    | Spacewatch                  |
| 705181 | 2008 WL55                | 20 novembre 2008  | Spacewatch                  |
| 705182 | 2008 WE58                | 22 settembre 2008 | Mount Lemmon Survey         |
| 705183 | 2008 WE65                | 28 ottobre 2008   | Mount Lemmon Survey         |
| 705184 | 2008 WO72                | 27 settembre 2008 | Mount Lemmon Survey         |
| 705185 | 2008 WC73                | 19 novembre 2008  | Mount Lemmon Survey         |
| 705186 | 2008 WJ76                | 20 novembre 2008  | Spacewatch                  |
| 705187 | 2008 WK78                | 20 novembre 2008  | Spacewatch                  |
| 705188 | 2008 WZ85                | 20 novembre 2008  | Spacewatch                  |
| 705189 | 2008 WL87                | 1 novembre 2008   | Mount Lemmon Survey         |
| 705190 | 2008 WP87                | 1 novembre 2008   | Mount Lemmon Survey         |
| 705191 | 2008 WW90                | 4 maggio 2006     | Spacewatch                  |
| 705192 | 2008 WA92                | 3 novembre 2008   | Spacewatch                  |
| 705193 | 2008 WC93                | 26 novembre 2008  | D. T. Durig                 |
| 705194 | 2008 WR96                | 29 novembre 2008  | T. V. Kryachko, B. Satovski |
| 705195 | 2008 WH98                | 26 ottobre 2008   | CSS                         |
| 705196 | 2008 WQ98                | 8 novembre 2008   | Spacewatch                  |
| 705197 | 2008 WX98                | 3 novembre 2008   | Spacewatch                  |
| 705198 | 2008 WC105               | 30 novembre 2008  | Mount Lemmon Survey         |
| 705199 | 2008 WZ106               | 19 gennaio 1994   | Spacewatch                  |
| 705200 | 2008 WA113               | 21 novembre 2008  | Spacewatch                  |

## 705201–705300
| Nome   | Designazione provvisoria | Data di scoperta  | Scopritore          |
| ------ | ------------------------ | ----------------- | ------------------- |
| 705201 | 2008 WN120               | 30 novembre 2008  | Spacewatch          |
| 705202 | 2008 WY122               | 23 ottobre 2008   | Spacewatch          |
| 705203 | 2008 WP128               | 22 ottobre 2008   | Spacewatch          |
| 705204 | 2008 WQ130               | 30 novembre 2008  | Mount Lemmon Survey |
| 705205 | 2008 WK135               | 18 novembre 2008  | Spacewatch          |
| 705206 | 2008 WH136               | 13 ottobre 2002   | NEAT                |
| 705207 | 2008 WK143               | 21 novembre 2008  | Spacewatch          |
| 705208 | 2008 WR143               | 19 novembre 2008  | Spacewatch          |
| 705209 | 2008 WC144               | 20 novembre 2008  | Spacewatch          |
| 705210 | 2008 WK144               | 24 novembre 2008  | Mount Lemmon Survey |
| 705211 | 2008 WN144               | 19 marzo 2010     | Mount Lemmon Survey |
| 705212 | 2008 WQ144               | 4 marzo 2011      | Spacewatch          |
| 705213 | 2008 WG146               | 2 novembre 2008   | Spacewatch          |
| 705214 | 2008 WP146               | 13 giugno 2015    | Pan-STARRS          |
| 705215 | 2008 WR146               | 19 novembre 2008  | Mount Lemmon Survey |
| 705216 | 2008 WE149               | 26 novembre 2014  | Pan-STARRS          |
| 705217 | 2008 WS149               | 14 settembre 2013 | Spacewatch          |
| 705218 | 2008 WW149               | 20 novembre 2008  | Spacewatch          |
| 705219 | 2008 WB150               | 21 novembre 2008  | Mount Lemmon Survey |
| 705220 | 2008 WH150               | 14 giugno 2018    | Pan-STARRS 2        |
| 705221 | 2008 WO150               | 15 ottobre 2012   | Mount Lemmon Survey |
| 705222 | 2008 WR150               | 31 ottobre 2008   | Spacewatch          |
| 705223 | 2008 WD151               | 10 settembre 2013 | Pan-STARRS          |
| 705224 | 2008 WG151               | 18 novembre 2008  | Spacewatch          |
| 705225 | 2008 WP152               | 19 novembre 2008  | Spacewatch          |
| 705226 | 2008 WU152               | 3 aprile 2016     | Pan-STARRS          |
| 705227 | 2008 WK153               | 26 giugno 2015    | Pan-STARRS          |
| 705228 | 2008 WY153               | 30 novembre 2008  | Mount Lemmon Survey |
| 705229 | 2008 WB154               | 3 febbraio 2016   | Pan-STARRS          |
| 705230 | 2008 WX154               | 28 febbraio 2014  | Mount Lemmon Survey |
| 705231 | 2008 WY154               | 8 ottobre 2012    | Spacewatch          |
| 705232 | 2008 WF155               | 20 maggio 2012    | R. Holmes           |
| 705233 | 2008 WV158               | 24 novembre 2008  | Spacewatch          |
| 705234 | 2008 WF159               | 18 novembre 2008  | Spacewatch          |
| 705235 | 2008 WK159               | 12 novembre 2001  | Spacewatch          |
| 705236 | 2008 WM159               | 20 novembre 2008  | Spacewatch          |
| 705237 | 2008 WY159               | 18 novembre 2008  | Spacewatch          |
| 705238 | 2008 WF160               | 21 novembre 2008  | Mount Lemmon Survey |
| 705239 | 2008 WA161               | 22 novembre 2008  | Spacewatch          |
| 705240 | 2008 WN161               | 22 novembre 2008  | Spacewatch          |
| 705241 | 2008 WE164               | 18 novembre 2008  | Spacewatch          |
| 705242 | 2008 WS168               | 19 novembre 2008  | Mount Lemmon Survey |
| 705243 | 2008 XC10                | 2 dicembre 2008   | Mount Lemmon Survey |
| 705244 | 2008 XY12                | 2 dicembre 2008   | Mount Lemmon Survey |
| 705245 | 2008 XP15                | 4 settembre 2007  | CSS                 |
| 705246 | 2008 XV18                | 1 dicembre 2008   | Spacewatch          |
| 705247 | 2008 XW18                | 1 dicembre 2008   | Spacewatch          |
| 705248 | 2008 XE19                | 1 dicembre 2008   | Spacewatch          |
| 705249 | 2008 XU21                | 23 novembre 2008  | Spacewatch          |
| 705250 | 2008 XF22                | 4 settembre 2008  | Spacewatch          |
| 705251 | 2008 XS24                | 23 ottobre 2008   | Spacewatch          |
| 705252 | 2008 XO25                | 4 dicembre 2008   | Mount Lemmon Survey |
| 705253 | 2008 XZ27                | 4 dicembre 2008   | Mount Lemmon Survey |
| 705254 | 2008 XZ28                | 4 dicembre 2008   | Mount Lemmon Survey |
| 705255 | 2008 XL30                | 1 dicembre 2008   | Mount Lemmon Survey |
| 705256 | 2008 XE32                | 22 aprile 2007    | Spacewatch          |
| 705257 | 2008 XU32                | 2 dicembre 2008   | Spacewatch          |
| 705258 | 2008 XQ34                | 2 dicembre 2008   | Spacewatch          |
| 705259 | 2008 XV39                | 2 dicembre 2008   | Spacewatch          |
| 705260 | 2008 XV45                | 25 ottobre 2008   | Spacewatch          |
| 705261 | 2008 XB46                | 29 ottobre 2008   | Spacewatch          |
| 705262 | 2008 XB48                | 4 dicembre 2008   | Mount Lemmon Survey |
| 705263 | 2008 XD48                | 4 dicembre 2008   | Mount Lemmon Survey |
| 705264 | 2008 XB52                | 4 dicembre 2008   | Mount Lemmon Survey |
| 705265 | 2008 XZ54                | 6 dicembre 2008   | Spacewatch          |
| 705266 | 2008 XH55                | 2 dicembre 2008   | Mount Lemmon Survey |
| 705267 | 2008 XK55                | 5 dicembre 2008   | Mount Lemmon Survey |
| 705268 | 2008 XQ57                | 4 novembre 2012   | Mount Lemmon Survey |
| 705269 | 2008 XR57                | 10 aprile 2014    | Pan-STARRS          |
| 705270 | 2008 XS57                | 4 dicembre 2008   | Mount Lemmon Survey |
| 705271 | 2008 XT57                | 27 aprile 2012    | Mount Lemmon Survey |
| 705272 | 2008 XE58                | 3 dicembre 2008   | Mount Lemmon Survey |
| 705273 | 2008 XL58                | 7 novembre 2012   | Mount Lemmon Survey |
| 705274 | 2008 XR58                | 13 ottobre 2013   | Mount Lemmon Survey |
| 705275 | 2008 XS58                | 1 dicembre 2008   | Spacewatch          |
| 705276 | 2008 XZ58                | 27 settembre 2012 | Pan-STARRS          |
| 705277 | 2008 XF61                | 26 febbraio 2016  | Mount Lemmon Survey |
| 705278 | 2008 XH61                | 1 dicembre 2008   | Spacewatch          |
| 705279 | 2008 XL61                | 1 ottobre 2002    | AMOS                |
| 705280 | 2008 XM61                | 10 dicembre 2014  | Mount Lemmon Survey |
| 705281 | 2008 XO61                | 4 ottobre 2012    | Mount Lemmon Survey |
| 705282 | 2008 XP61                | 22 marzo 2015     | Pan-STARRS          |
| 705283 | 2008 XV61                | 2 maggio 2017     | Mount Lemmon Survey |
| 705284 | 2008 XA62                | 24 novembre 2008  | Spacewatch          |
| 705285 | 2008 XN62                | 7 marzo 2016      | Pan-STARRS          |
| 705286 | 2008 XV62                | 30 marzo 2015     | Pan-STARRS          |
| 705287 | 2008 XV63                | 16 giugno 2018    | Pan-STARRS          |
| 705288 | 2008 XY63                | 9 gennaio 2016    | Pan-STARRS          |
| 705289 | 2008 XC64                | 28 gennaio 2014   | Spacewatch          |
| 705290 | 2008 XO64                | 3 dicembre 2008   | Mount Lemmon Survey |
| 705291 | 2008 XP64                | 18 gennaio 2016   | Pan-STARRS          |
| 705292 | 2008 XG65                | 26 novembre 2014  | Pan-STARRS          |
| 705293 | 2008 XY66                | 2 febbraio 2005   | Spacewatch          |
| 705294 | 2008 XP67                | 5 dicembre 2008   | Spacewatch          |
| 705295 | 2008 XC70                | 4 dicembre 2008   | Mount Lemmon Survey |
| 705296 | 2008 YL4                 | 24 novembre 2008  | Mount Lemmon Survey |
| 705297 | 2008 YC8                 | 23 dicembre 2008  | C. Rinner, F. Kugel |
| 705298 | 2008 YU12                | 4 dicembre 2008   | Spacewatch          |
| 705299 | 2008 YT14                | 8 maggio 2006     | Mount Lemmon Survey |
| 705300 | 2008 YJ16                | 21 dicembre 2008  | Mount Lemmon Survey |

## 705301–705400
| Nome   | Designazione provvisoria | Data di scoperta  | Scopritore               |
| ------ | ------------------------ | ----------------- | ------------------------ |
| 705301 | 2008 YA28                | 28 dicembre 2008  | R. Apitzsch              |
| 705302 | 2008 YV31                | 29 dicembre 2008  | W. Bickel                |
| 705303 | 2008 YQ32                | 30 dicembre 2008  | K. Sárneczky             |
| 705304 | 2008 YZ41                | 19 novembre 2008  | Spacewatch               |
| 705305 | 2008 YA48                | 2 novembre 2008   | Mount Lemmon Survey      |
| 705306 | 2008 YK53                | 29 dicembre 2008  | Mount Lemmon Survey      |
| 705307 | 2008 YY55                | 30 dicembre 2008  | Spacewatch               |
| 705308 | 2008 YP57                | 1 maggio 2006     | Spacewatch               |
| 705309 | 2008 YG58                | 22 dicembre 2008  | Spacewatch               |
| 705310 | 2008 YS59                | 30 dicembre 2008  | Spacewatch               |
| 705311 | 2008 YY62                | 30 dicembre 2008  | Mount Lemmon Survey      |
| 705312 | 2008 YF63                | 30 dicembre 2008  | Mount Lemmon Survey      |
| 705313 | 2008 YQ64                | 2 luglio 2006     | W. Bickel                |
| 705314 | 2008 YY66                | 3 settembre 2008  | Spacewatch               |
| 705315 | 2008 YD77                | 4 dicembre 2008   | Mount Lemmon Survey      |
| 705316 | 2008 YJ77                | 4 dicembre 2008   | Mount Lemmon Survey      |
| 705317 | 2008 YV77                | 9 febbraio 2005   | LONEOS                   |
| 705318 | 2008 YH80                | 13 marzo 2005     | Mount Lemmon Survey      |
| 705319 | 2008 YC81                | 2 novembre 2008   | Mount Lemmon Survey      |
| 705320 | 2008 YU88                | 29 dicembre 2008  | Spacewatch               |
| 705321 | 2008 YX94                | 21 dicembre 2008  | Mount Lemmon Survey      |
| 705322 | 2008 YK101               | 29 dicembre 2008  | Spacewatch               |
| 705323 | 2008 YY105               | 29 dicembre 2008  | Spacewatch               |
| 705324 | 2008 YB114               | 14 settembre 2007 | Mount Lemmon Survey      |
| 705325 | 2008 YB116               | 19 settembre 2007 | W. Ries                  |
| 705326 | 2008 YM116               | 21 dicembre 2008  | Mount Lemmon Survey      |
| 705327 | 2008 YO118               | 29 dicembre 2008  | Spacewatch               |
| 705328 | 2008 YU118               | 29 dicembre 2008  | Spacewatch               |
| 705329 | 2008 YA119               | 29 dicembre 2008  | Spacewatch               |
| 705330 | 2008 YB122               | 30 dicembre 2008  | Spacewatch               |
| 705331 | 2008 YL122               | 22 dicembre 2008  | Spacewatch               |
| 705332 | 2008 YT123               | 22 dicembre 2008  | Mount Lemmon Survey      |
| 705333 | 2008 YU123               | 20 novembre 2008  | Mount Lemmon Survey      |
| 705334 | 2008 YZ126               | 30 dicembre 2008  | Spacewatch               |
| 705335 | 2008 YW131               | 31 dicembre 2008  | Spacewatch               |
| 705336 | 2008 YT140               | 30 dicembre 2008  | Mount Lemmon Survey      |
| 705337 | 2008 YL148               | 26 dicembre 2008  | R. Apitzsch              |
| 705338 | 2008 YM161               | 20 novembre 2008  | Spacewatch               |
| 705339 | 2008 YC164               | 26 dicembre 2008  | H. Kurosaki, A. Nakajima |
| 705340 | 2008 YZ170               | 31 dicembre 2008  | Spacewatch               |
| 705341 | 2008 YC176               | 21 dicembre 2008  | Spacewatch               |
| 705342 | 2008 YD176               | 27 maggio 2012    | Mount Lemmon Survey      |
| 705343 | 2008 YR176               | 6 dicembre 2012   | Mount Lemmon Survey      |
| 705344 | 2008 YZ176               | 20 novembre 2012  | Mount Lemmon Survey      |
| 705345 | 2008 YN177               | 30 dicembre 2008  | Mount Lemmon Survey      |
| 705346 | 2008 YS177               | 11 dicembre 2012  | Mount Lemmon Survey      |
| 705347 | 2008 YB178               | 4 ottobre 2013    | Spacewatch               |
| 705348 | 2008 YD178               | 31 dicembre 2008  | Mount Lemmon Survey      |
| 705349 | 2008 YM178               | 4 ottobre 2013    | Mount Lemmon Survey      |
| 705350 | 2008 YB179               | 6 luglio 2016     | Pan-STARRS               |
| 705351 | 2008 YD180               | 16 gennaio 2016   | Pan-STARRS               |
| 705352 | 2008 YO182               | 31 dicembre 2008  | Spacewatch               |
| 705353 | 2008 YT182               | 22 dicembre 2008  | Spacewatch               |
| 705354 | 2008 YU182               | 22 dicembre 2008  | Mount Lemmon Survey      |
| 705355 | 2008 YA183               | 15 ottobre 2017   | Mount Lemmon Survey      |
| 705356 | 2008 YL183               | 29 dicembre 2008  | Spacewatch               |
| 705357 | 2008 YU183               | 22 settembre 2012 | Spacewatch               |
| 705358 | 2008 YM185               | 26 febbraio 2014  | Mount Lemmon Survey      |
| 705359 | 2008 YQ185               | 28 febbraio 2014  | Mount Lemmon Survey      |
| 705360 | 2008 YR185               | 20 febbraio 2014  | Mount Lemmon Survey      |
| 705361 | 2008 YS185               | 31 ottobre 2013   | Mount Lemmon Survey      |
| 705362 | 2008 YF186               | 14 settembre 2013 | Mount Lemmon Survey      |
| 705363 | 2008 YH187               | 21 dicembre 2008  | Mount Lemmon Survey      |
| 705364 | 2008 YE189               | 31 dicembre 2008  | Spacewatch               |
| 705365 | 2008 YR189               | 31 dicembre 2008  | Mount Lemmon Survey      |
| 705366 | 2008 YZ189               | 21 dicembre 2008  | Spacewatch               |
| 705367 | 2008 YJ190               | 21 dicembre 2008  | Spacewatch               |
| 705368 | 2008 YS190               | 30 dicembre 2008  | Mount Lemmon Survey      |
| 705369 | 2008 YY190               | 31 dicembre 2008  | Spacewatch               |
| 705370 | 2008 YK191               | 21 dicembre 2008  | Spacewatch               |
| 705371 | 2008 YF192               | 31 dicembre 2008  | Mount Lemmon Survey      |
| 705372 | 2008 YG193               | 21 dicembre 2008  | Spacewatch               |
| 705373 | 2008 YX196               | 31 dicembre 2008  | Spacewatch               |
| 705374 | 2009 AO1                 | 3 gennaio 2009    | P. Birtwhistle           |
| 705375 | 2009 AP3                 | 21 dicembre 2008  | CSS                      |
| 705376 | 2009 AT3                 | 1 gennaio 2009    | Mount Lemmon Survey      |
| 705377 | 2009 AX4                 | 1 gennaio 2009    | Spacewatch               |
| 705378 | 2009 AE9                 | 2 gennaio 2009    | Mount Lemmon Survey      |
| 705379 | 2009 AM9                 | 26 maggio 2006    | Mount Lemmon Survey      |
| 705380 | 2009 AD10                | 10 agosto 2007    | Spacewatch               |
| 705381 | 2009 AC12                | 2 gennaio 2009    | Mount Lemmon Survey      |
| 705382 | 2009 AC14                | 9 febbraio 2005   | Mount Lemmon Survey      |
| 705383 | 2009 AR16                | 21 dicembre 2008  | CSS                      |
| 705384 | 2009 AO19                | 2 gennaio 2009    | Mount Lemmon Survey      |
| 705385 | 2009 AX22                | 3 gennaio 2009    | Spacewatch               |
| 705386 | 2009 AQ24                | 3 gennaio 2009    | Spacewatch               |
| 705387 | 2009 AA29                | 3 novembre 2008   | Spacewatch               |
| 705388 | 2009 AJ31                | 15 gennaio 2009   | Spacewatch               |
| 705389 | 2009 AN31                | 15 gennaio 2009   | Spacewatch               |
| 705390 | 2009 AE32                | 30 dicembre 2008  | Spacewatch               |
| 705391 | 2009 AR33                | 30 dicembre 2008  | Mount Lemmon Survey      |
| 705392 | 2009 AU33                | 3 novembre 2004   | Spacewatch               |
| 705393 | 2009 AG39                | 15 gennaio 2009   | Spacewatch               |
| 705394 | 2009 AV39                | 24 febbraio 2015  | Pan-STARRS               |
| 705395 | 2009 AO42                | 2 gennaio 2009    | Spacewatch               |
| 705396 | 2009 AJ43                | 8 gennaio 2009    | Spacewatch               |
| 705397 | 2009 AA46                | 2 gennaio 2009    | Mount Lemmon Survey      |
| 705398 | 2009 AS52                | 15 gennaio 2009   | Spacewatch               |
| 705399 | 2009 AH53                | 19 maggio 2010    | Mount Lemmon Survey      |
| 705400 | 2009 AM53                | 1 gennaio 2009    | Spacewatch               |

## 705401–705500
| Nome   | Designazione provvisoria | Data di scoperta  | Scopritore                    |
| ------ | ------------------------ | ----------------- | ----------------------------- |
| 705401 | 2009 AZ54                | 6 aprile 2011     | Mount Lemmon Survey           |
| 705402 | 2009 AH55                | 28 aprile 2011    | Spacewatch                    |
| 705403 | 2009 AO55                | 6 agosto 2012     | Pan-STARRS                    |
| 705404 | 2009 AQ55                | 10 settembre 2007 | Mount Lemmon Survey           |
| 705405 | 2009 AB56                | 10 agosto 2015    | Pan-STARRS                    |
| 705406 | 2009 AD56                | 18 marzo 2010     | Spacewatch                    |
| 705407 | 2009 AF56                | 9 luglio 2015     | Pan-STARRS                    |
| 705408 | 2009 AZ56                | 12 agosto 2002    | M. W. Buie, S. D. Kern        |
| 705409 | 2009 AR57                | 3 agosto 2016     | Pan-STARRS                    |
| 705410 | 2009 AG62                | 15 gennaio 2009   | Spacewatch                    |
| 705411 | 2009 AS62                | 1 gennaio 2009    | Spacewatch                    |
| 705412 | 2009 AT63                | 26 febbraio 2004  | M. W. Buie, D. E. Trilling    |
| 705413 | 2009 BE1                 | 30 dicembre 2008  | Mount Lemmon Survey           |
| 705414 | 2009 BA3                 | 16 gennaio 2004   | NEAT                          |
| 705415 | 2009 BV3                 | 3 gennaio 2009    | Mount Lemmon Survey           |
| 705416 | 2009 BC4                 | 18 gennaio 2009   | LINEAR                        |
| 705417 | 2009 BK12                | 9 aprile 2005     | Mount Lemmon Survey           |
| 705418 | 2009 BJ14                | 25 gennaio 2009   | Spacewatch                    |
| 705419 | 2009 BL21                | 16 gennaio 2009   | Mount Lemmon Survey           |
| 705420 | 2009 BB28                | 13 settembre 2007 | Mount Lemmon Survey           |
| 705421 | 2009 BZ29                | 16 gennaio 2009   | Spacewatch                    |
| 705422 | 2009 BJ30                | 16 gennaio 2009   | Spacewatch                    |
| 705423 | 2009 BH31                | 16 gennaio 2009   | Spacewatch                    |
| 705424 | 2009 BZ33                | 23 novembre 2008  | Mount Lemmon Survey           |
| 705425 | 2009 BO47                | 16 gennaio 2009   | Mount Lemmon Survey           |
| 705426 | 2009 BZ53                | 16 gennaio 2009   | Mount Lemmon Survey           |
| 705427 | 2009 BK60                | 18 gennaio 2009   | CSS                           |
| 705428 | 2009 BR66                | 20 gennaio 2009   | Spacewatch                    |
| 705429 | 2009 BS66                | 16 gennaio 2009   | Spacewatch                    |
| 705430 | 2009 BD67                | 20 gennaio 2009   | Spacewatch                    |
| 705431 | 2009 BD68                | 20 gennaio 2009   | Spacewatch                    |
| 705432 | 2009 BX69                | 1 gennaio 2009    | Mount Lemmon Survey           |
| 705433 | 2009 BG70                | 24 novembre 2008  | Mount Lemmon Survey           |
| 705434 | 2009 BM95                | 26 gennaio 2009   | Mount Lemmon Survey           |
| 705435 | 2009 BD96                | 29 gennaio 2009   | Spacewatch                    |
| 705436 | 2009 BG99                | 29 dicembre 2008  | Mount Lemmon Survey           |
| 705437 | 2009 BU113               | 1 gennaio 2009    | Spacewatch                    |
| 705438 | 2009 BF114               | 14 febbraio 2005  | Spacewatch                    |
| 705439 | 2009 BL115               | 19 settembre 2007 | Spacewatch                    |
| 705440 | 2009 BB116               | 2 gennaio 2009    | Mount Lemmon Survey           |
| 705441 | 2009 BA119               | 5 aprile 2003     | Spacewatch                    |
| 705442 | 2009 BT120               | 31 gennaio 2009   | Spacewatch                    |
| 705443 | 2009 BJ122               | 20 gennaio 2009   | Spacewatch                    |
| 705444 | 2009 BS124               | 31 gennaio 2009   | Spacewatch                    |
| 705445 | 2009 BO132               | 30 gennaio 2009   | Mount Lemmon Survey           |
| 705446 | 2009 BC134               | 15 gennaio 2009   | Spacewatch                    |
| 705447 | 2009 BG134               | 29 gennaio 2009   | Spacewatch                    |
| 705448 | 2009 BM137               | 29 gennaio 2009   | Spacewatch                    |
| 705449 | 2009 BB139               | 29 gennaio 2009   | Spacewatch                    |
| 705450 | 2009 BS150               | 27 gennaio 2009   | PMO NEO                       |
| 705451 | 2009 BU153               | 20 gennaio 2009   | Spacewatch                    |
| 705452 | 2009 BL154               | 20 gennaio 2009   | Spacewatch                    |
| 705453 | 2009 BS155               | 17 marzo 2004     | Osservatorio di Mauna Kea     |
| 705454 | 2009 BY162               | 11 settembre 2007 | Mount Lemmon Survey           |
| 705455 | 2009 BS164               | 20 gennaio 2009   | Spacewatch                    |
| 705456 | 2009 BW164               | 31 gennaio 2009   | Spacewatch                    |
| 705457 | 2009 BE166               | 23 maggio 2001    | J. L. Elliot, L. H. Wasserman |
| 705458 | 2009 BN179               | 1 dicembre 2008   | Mount Lemmon Survey           |
| 705459 | 2009 BT180               | 31 gennaio 2009   | Mount Lemmon Survey           |
| 705460 | 2009 BL193               | 31 gennaio 2009   | Spacewatch                    |
| 705461 | 2009 BP193               | 15 aprile 2010    | Spacewatch                    |
| 705462 | 2009 BS193               | 4 dicembre 2013   | Pan-STARRS                    |
| 705463 | 2009 BV193               | 26 dicembre 2008  | F. Hormuth                    |
| 705464 | 2009 BW193               | 12 maggio 2011    | Mount Lemmon Survey           |
| 705465 | 2009 BX193               | 27 agosto 2011    | Pan-STARRS                    |
| 705466 | 2009 BC194               | 26 luglio 2015    | Pan-STARRS                    |
| 705467 | 2009 BG194               | 25 gennaio 2014   | Pan-STARRS                    |
| 705468 | 2009 BJ194               | 20 gennaio 2009   | Spacewatch                    |
| 705469 | 2009 BN194               | 20 gennaio 2009   | Mount Lemmon Survey           |
| 705470 | 2009 BO194               | 26 gennaio 2009   | Mount Lemmon Survey           |
| 705471 | 2009 BE195               | 6 settembre 2013  | Spacewatch                    |
| 705472 | 2009 BK195               | 19 settembre 2011 | Pan-STARRS                    |
| 705473 | 2009 BL195               | 25 gennaio 2009   | Spacewatch                    |
| 705474 | 2009 BM195               | 20 gennaio 2009   | Spacewatch                    |
| 705475 | 2009 BP195               | 30 settembre 2016 | Pan-STARRS                    |
| 705476 | 2009 BS196               | 25 settembre 2016 | Pan-STARRS                    |
| 705477 | 2009 BM197               | 3 gennaio 2013    | Pan-STARRS                    |
| 705478 | 2009 BF199               | 25 dicembre 2017  | Pan-STARRS                    |
| 705479 | 2009 BJ199               | 21 marzo 2015     | Pan-STARRS                    |
| 705480 | 2009 BA200               | 15 gennaio 2015   | Mount Lemmon Survey           |
| 705481 | 2009 BK201               | 18 gennaio 2016   | Mount Lemmon Survey           |
| 705482 | 2009 BV203               | 5 febbraio 2016   | Pan-STARRS                    |
| 705483 | 2009 BK204               | 16 gennaio 2009   | Mount Lemmon Survey           |
| 705484 | 2009 BA205               | 20 gennaio 2009   | Mount Lemmon Survey           |
| 705485 | 2009 BD205               | 16 gennaio 2009   | Spacewatch                    |
| 705486 | 2009 BP205               | 25 gennaio 2009   | Spacewatch                    |
| 705487 | 2009 BV205               | 20 gennaio 2009   | Spacewatch                    |
| 705488 | 2009 BK207               | 18 gennaio 2009   | Spacewatch                    |
| 705489 | 2009 BS207               | 30 gennaio 2009   | Mount Lemmon Survey           |
| 705490 | 2009 BG208               | 20 gennaio 2009   | Spacewatch                    |
| 705491 | 2009 BD210               | 20 gennaio 2009   | Spacewatch                    |
| 705492 | 2009 BP210               | 20 gennaio 2009   | Mount Lemmon Survey           |
| 705493 | 2009 BW213               | 18 gennaio 2009   | Spacewatch                    |
| 705494 | 2009 BJ215               | 25 gennaio 2009   | Spacewatch                    |
| 705495 | 2009 BE216               | 14 gennaio 2016   | Pan-STARRS                    |
| 705496 | 2009 CA8                 | 18 gennaio 2009   | Mount Lemmon Survey           |
| 705497 | 2009 CQ8                 | 2 gennaio 2009    | Spacewatch                    |
| 705498 | 2009 CT14                | 1 febbraio 2009   | Spacewatch                    |
| 705499 | 2009 CG16                | 1 febbraio 2009   | Mount Lemmon Survey           |
| 705500 | 2009 CK16                | 1 febbraio 2009   | Mount Lemmon Survey           |

## 705501–705600
| Nome   | Designazione provvisoria | Data di scoperta  | Scopritore                          |
| ------ | ------------------------ | ----------------- | ----------------------------------- |
| 705501 | 2009 CL19                | 3 febbraio 2009   | Mount Lemmon Survey                 |
| 705502 | 2009 CD31                | 1 febbraio 2009   | Spacewatch                          |
| 705503 | 2009 CC33                | 1 febbraio 2009   | Spacewatch                          |
| 705504 | 2009 CH34                | 2 gennaio 2009    | Mount Lemmon Survey                 |
| 705505 | 2009 CV34                | 2 febbraio 2009   | Mount Lemmon Survey                 |
| 705506 | 2009 CS42                | 2 gennaio 2009    | Spacewatch                          |
| 705507 | 2009 CC47                | 16 gennaio 2009   | Mount Lemmon Survey                 |
| 705508 | 2009 CT51                | 4 febbraio 2009   | Mount Lemmon Survey                 |
| 705509 | 2009 CS53                | 8 ottobre 2007    | CSS                                 |
| 705510 | 2009 CB54                | 13 febbraio 2009  | Spacewatch                          |
| 705511 | 2009 CX54                | 14 febbraio 2009  | Mount Lemmon Survey                 |
| 705512 | 2009 CE61                | 29 gennaio 2009   | Mount Lemmon Survey                 |
| 705513 | 2009 CD68                | 29 gennaio 2009   | Spacewatch                          |
| 705514 | 2009 CJ68                | 3 febbraio 2009   | Mount Lemmon Survey                 |
| 705515 | 2009 CO68                | 1 febbraio 2009   | Mount Lemmon Survey                 |
| 705516 | 2009 CW68                | 24 febbraio 2015  | Pan-STARRS                          |
| 705517 | 2009 CY68                | 5 febbraio 2009   | Spacewatch                          |
| 705518 | 2009 CD69                | 14 febbraio 2009  | Mount Lemmon Survey                 |
| 705519 | 2009 CJ69                | 1 febbraio 2009   | Spacewatch                          |
| 705520 | 2009 CR69                | 10 ottobre 2012   | Mount Lemmon Survey                 |
| 705521 | 2009 CX69                | 24 novembre 2011  | Mount Lemmon Survey                 |
| 705522 | 2009 CH70                | 2 febbraio 2009   | Spacewatch                          |
| 705523 | 2009 CN70                | 5 aprile 2014     | Pan-STARRS                          |
| 705524 | 2009 CE71                | 3 febbraio 2009   | Spacewatch                          |
| 705525 | 2009 CN71                | 22 settembre 2016 | Mount Lemmon Survey                 |
| 705526 | 2009 CY72                | 23 dicembre 2017  | Pan-STARRS                          |
| 705527 | 2009 CB73                | 15 gennaio 2018   | Mount Lemmon Survey                 |
| 705528 | 2009 CQ73                | 28 giugno 2015    | Pan-STARRS                          |
| 705529 | 2009 CR73                | 28 luglio 2011    | Pan-STARRS                          |
| 705530 | 2009 CY73                | 18 dicembre 2014  | Pan-STARRS                          |
| 705531 | 2009 CQ75                | 1 febbraio 2009   | Mount Lemmon Survey                 |
| 705532 | 2009 CN76                | 1 febbraio 2009   | Mount Lemmon Survey                 |
| 705533 | 2009 CW76                | 1 febbraio 2009   | Spacewatch                          |
| 705534 | 2009 CQ77                | 3 febbraio 2009   | Mount Lemmon Survey                 |
| 705535 | 2009 CO78                | 1 febbraio 2009   | Spacewatch                          |
| 705536 | 2009 CG79                | 1 febbraio 2009   | Spacewatch                          |
| 705537 | 2009 CN79                | 1 febbraio 2009   | Spacewatch                          |
| 705538 | 2009 DR1                 | 3 febbraio 2009   | Mount Lemmon Survey                 |
| 705539 | 2009 DL15                | 16 febbraio 2009  | Osservatorio astronomico di Maiorca |
| 705540 | 2009 DJ19                | 20 febbraio 2009  | Spacewatch                          |
| 705541 | 2009 DT22                | 19 febbraio 2009  | Spacewatch                          |
| 705542 | 2009 DV23                | 20 febbraio 2009  | CSS                                 |
| 705543 | 2009 DZ25                | 21 febbraio 2009  | Mount Lemmon Survey                 |
| 705544 | 2009 DU26                | 19 febbraio 2009  | Spacewatch                          |
| 705545 | 2009 DT27                | 22 febbraio 2009  | F. Hormuth                          |
| 705546 | 2009 DE29                | 23 febbraio 2009  | F. Hormuth                          |
| 705547 | 2009 DU32                | 20 febbraio 2009  | Spacewatch                          |
| 705548 | 2009 DQ33                | 31 gennaio 2009   | Mount Lemmon Survey                 |
| 705549 | 2009 DU36                | 23 febbraio 2009  | F. Hormuth                          |
| 705550 | 2009 DP37                | 17 gennaio 2009   | Spacewatch                          |
| 705551 | 2009 DD40                | 20 febbraio 2009  | C. Rinner, F. Kugel                 |
| 705552 | 2009 DT40                | 22 dicembre 2008  | Mount Lemmon Survey                 |
| 705553 | 2009 DC49                | 19 febbraio 2009  | Spacewatch                          |
| 705554 | 2009 DV57                | 29 ottobre 2003   | Spacewatch                          |
| 705555 | 2009 DN60                | 22 febbraio 2009  | Spacewatch                          |
| 705556 | 2009 DJ62                | 22 febbraio 2009  | Mount Lemmon Survey                 |
| 705557 | 2009 DK67                | 21 febbraio 2009  | Spacewatch                          |
| 705558 | 2009 DT70                | 8 novembre 2007   | Mount Lemmon Survey                 |
| 705559 | 2009 DJ79                | 21 febbraio 2009  | Spacewatch                          |
| 705560 | 2009 DL79                | 21 febbraio 2009  | Spacewatch                          |
| 705561 | 2009 DR84                | 2 novembre 2007   | CSS                                 |
| 705562 | 2009 DW84                | 26 febbraio 2009  | Spacewatch                          |
| 705563 | 2009 DF88                | 2 febbraio 2009   | K. Černis, J. Zdanavičius           |
| 705564 | 2009 DT96                | 8 ottobre 2007    | Mount Lemmon Survey                 |
| 705565 | 2009 DY96                | 26 febbraio 2009  | Spacewatch                          |
| 705566 | 2009 DG99                | 26 febbraio 2009  | Mount Lemmon Survey                 |
| 705567 | 2009 DZ100               | 26 febbraio 2009  | Spacewatch                          |
| 705568 | 2009 DQ101               | 26 febbraio 2009  | Spacewatch                          |
| 705569 | 2009 DY103               | 26 febbraio 2009  | Mount Lemmon Survey                 |
| 705570 | 2009 DS106               | 27 febbraio 2009  | Spacewatch                          |
| 705571 | 2009 DD107               | 28 febbraio 2009  | Spacewatch                          |
| 705572 | 2009 DD108               | 2 novembre 2000   | Spacewatch                          |
| 705573 | 2009 DQ108               | 24 febbraio 2009  | Mount Lemmon Survey                 |
| 705574 | 2009 DP110               | 31 dicembre 2008  | Mount Lemmon Survey                 |
| 705575 | 2009 DU110               | 21 dicembre 2012  | K. Sárneczky, G. Hodosán            |
| 705576 | 2009 DZ113               | 27 febbraio 2009  | Mount Lemmon Survey                 |
| 705577 | 2009 DC119               | 1 febbraio 2009   | Spacewatch                          |
| 705578 | 2009 DJ119               | 20 ottobre 2007   | Mount Lemmon Survey                 |
| 705579 | 2009 DK123               | 24 febbraio 2009  | CSS                                 |
| 705580 | 2009 DQ123               | 26 gennaio 2009   | Mount Lemmon Survey                 |
| 705581 | 2009 DY123               | 19 febbraio 2009  | Spacewatch                          |
| 705582 | 2009 DP147               | 7 ottobre 2016    | Mount Lemmon Survey                 |
| 705583 | 2009 DC148               | 26 febbraio 2009  | Spacewatch                          |
| 705584 | 2009 DD149               | 20 febbraio 2009  | Spacewatch                          |
| 705585 | 2009 DD151               | 28 febbraio 2009  | Mount Lemmon Survey                 |
| 705586 | 2009 DH151               | 24 settembre 2012 | Mount Lemmon Survey                 |
| 705587 | 2009 DR151               | 19 giugno 2010    | Mount Lemmon Survey                 |
| 705588 | 2009 DZ152               | 22 febbraio 2009  | Spacewatch                          |
| 705589 | 2009 DV153               | 28 febbraio 2009  | Spacewatch                          |
| 705590 | 2009 DY155               | 20 febbraio 2009  | Mount Lemmon Survey                 |
| 705591 | 2009 DX156               | 19 febbraio 2009  | Spacewatch                          |
| 705592 | 2009 DE158               | 28 febbraio 2009  | Mount Lemmon Survey                 |
| 705593 | 2009 DG158               | 28 febbraio 2009  | Mount Lemmon Survey                 |
| 705594 | 2009 EJ2                 | 1 marzo 2009      | Spacewatch                          |
| 705595 | 2009 EY3                 | 1 marzo 2009      | Spacewatch                          |
| 705596 | 2009 EO7                 | 2 marzo 2009      | Spacewatch                          |
| 705597 | 2009 EK8                 | 2 marzo 2009      | Mount Lemmon Survey                 |
| 705598 | 2009 EG10                | 1 febbraio 2009   | Spacewatch                          |
| 705599 | 2009 EO12                | 31 marzo 2014     | Mount Lemmon Survey                 |
| 705600 | 2009 EH13                | 2 febbraio 2009   | CSS                                 |

## 705601–705700
| Nome   | Designazione provvisoria | Data di scoperta  | Scopritore               |
| ------ | ------------------------ | ----------------- | ------------------------ |
| 705601 | 2009 EQ15                | 3 marzo 2009      | Spacewatch               |
| 705602 | 2009 ET17                | 19 febbraio 2009  | Spacewatch               |
| 705603 | 2009 ES31                | 24 luglio 2015    | Pan-STARRS               |
| 705604 | 2009 EL33                | 3 marzo 2009      | Mount Lemmon Survey      |
| 705605 | 2009 EF34                | 2 marzo 2009      | Spacewatch               |
| 705606 | 2009 EX34                | 6 ottobre 2012    | Pan-STARRS               |
| 705607 | 2009 ET35                | 3 marzo 2009      | Mount Lemmon Survey      |
| 705608 | 2009 EF36                | 2 marzo 2009      | Mount Lemmon Survey      |
| 705609 | 2009 EK36                | 5 febbraio 2013   | Spacewatch               |
| 705610 | 2009 EY36                | 3 marzo 2009      | CSS                      |
| 705611 | 2009 EL37                | 5 aprile 2014     | Pan-STARRS               |
| 705612 | 2009 ET38                | 2 marzo 2009      | Mount Lemmon Survey      |
| 705613 | 2009 EV38                | 1 marzo 2009      | Spacewatch               |
| 705614 | 2009 EK40                | 3 marzo 2009      | Mount Lemmon Survey      |
| 705615 | 2009 EK41                | 3 marzo 2009      | Spacewatch               |
| 705616 | 2009 EY42                | 3 marzo 2009      | Spacewatch               |
| 705617 | 2009 FX9                 | 27 febbraio 2009  | Spacewatch               |
| 705618 | 2009 FE12                | 3 marzo 2009      | Mount Lemmon Survey      |
| 705619 | 2009 FF14                | 18 marzo 2009     | E. Schwab, R. Kling      |
| 705620 | 2009 FU19                | 28 febbraio 2009  | Spacewatch               |
| 705621 | 2009 FT29                | 25 marzo 2009     | Telescopio Faulkes North |
| 705622 | 2009 FO33                | 1 febbraio 2009   | Spacewatch               |
| 705623 | 2009 FE37                | 24 marzo 2009     | Mount Lemmon Survey      |
| 705624 | 2009 FW41                | 26 marzo 2009     | Mount Lemmon Survey      |
| 705625 | 2009 FB48                | 21 marzo 2009     | Mount Lemmon Survey      |
| 705626 | 2009 FS49                | 1 marzo 2009      | Spacewatch               |
| 705627 | 2009 FB53                | 21 febbraio 2009  | Spacewatch               |
| 705628 | 2009 FP59                | 7 marzo 2009      | SSS                      |
| 705629 | 2009 FA67                | 17 ottobre 2010   | Mount Lemmon Survey      |
| 705630 | 2009 FB82                | 31 marzo 2009     | Spacewatch               |
| 705631 | 2009 FN82                | 21 febbraio 2009  | Spacewatch               |
| 705632 | 2009 FR82                | 26 maggio 2014    | Pan-STARRS               |
| 705633 | 2009 FY82                | 18 aprile 2013    | Spacewatch               |
| 705634 | 2009 FZ82                | 27 luglio 2013    | SSS                      |
| 705635 | 2009 FG83                | 25 marzo 2014     | CSS                      |
| 705636 | 2009 FN83                | 19 marzo 2009     | Spacewatch               |
| 705637 | 2009 FT83                | 23 gennaio 2015   | Pan-STARRS               |
| 705638 | 2009 FV83                | 27 dicembre 2011  | Mount Lemmon Survey      |
| 705639 | 2009 FC84                | 28 febbraio 2009  | Spacewatch               |
| 705640 | 2009 FP84                | 16 marzo 2009     | Spacewatch               |
| 705641 | 2009 FH86                | 26 marzo 2009     | Spacewatch               |
| 705642 | 2009 FK86                | 19 marzo 2009     | Spacewatch               |
| 705643 | 2009 FA87                | 9 febbraio 2014   | Mount Lemmon Survey      |
| 705644 | 2009 FP89                | 18 marzo 2009     | Mount Lemmon Survey      |
| 705645 | 2009 FG91                | 18 marzo 2009     | Spacewatch               |
| 705646 | 2009 FY91                | 16 marzo 2009     | Mount Lemmon Survey      |
| 705647 | 2009 FB92                | 24 marzo 2009     | Mount Lemmon Survey      |
| 705648 | 2009 GT6                 | 2 aprile 2009     | Spacewatch               |
| 705649 | 2009 GA7                 | 8 febbraio 2014   | Mount Lemmon Survey      |
| 705650 | 2009 GD7                 | 24 aprile 2014    | Pan-STARRS               |
| 705651 | 2009 GE8                 | 28 ottobre 2017   | Mount Lemmon Survey      |
| 705652 | 2009 HM5                 | 15 agosto 2006    | LUSS                     |
| 705653 | 2009 HH10                | 18 aprile 2009    | Spacewatch               |
| 705654 | 2009 HL11                | 18 aprile 2009    | Mount Lemmon Survey      |
| 705655 | 2009 HC19                | 19 aprile 2009    | Mount Lemmon Survey      |
| 705656 | 2009 HK19                | 19 aprile 2009    | Mount Lemmon Survey      |
| 705657 | 2009 HY23                | 17 aprile 2009    | Spacewatch               |
| 705658 | 2009 HA25                | 17 aprile 2009    | Spacewatch               |
| 705659 | 2009 HJ26                | 1 ottobre 2006    | Spacewatch               |
| 705660 | 2009 HN30                | 19 aprile 2009    | Spacewatch               |
| 705661 | 2009 HB31                | 2 aprile 2009     | Mount Lemmon Survey      |
| 705662 | 2009 HQ35                | 20 aprile 2009    | Spacewatch               |
| 705663 | 2009 HV37                | 24 marzo 2009     | Mount Lemmon Survey      |
| 705664 | 2009 HE38                | 2 marzo 2009      | Mount Lemmon Survey      |
| 705665 | 2009 HR40                | 2 marzo 2009      | Mount Lemmon Survey      |
| 705666 | 2009 HM50                | 21 aprile 2009    | Spacewatch               |
| 705667 | 2009 HE57                | 4 dicembre 2007   | Mount Lemmon Survey      |
| 705668 | 2009 HQ63                | 22 aprile 2009    | Mount Lemmon Survey      |
| 705669 | 2009 HD67                | 9 ottobre 2002    | W. Bickel                |
| 705670 | 2009 HR71                | 12 novembre 1999  | Spacewatch               |
| 705671 | 2009 HJ75                | 21 ottobre 2006   | Mount Lemmon Survey      |
| 705672 | 2009 HS76                | 18 aprile 2009    | CSS                      |
| 705673 | 2009 HY98                | 18 aprile 2009    | Mount Lemmon Survey      |
| 705674 | 2009 HC111               | 20 aprile 2009    | Mount Lemmon Survey      |
| 705675 | 2009 HB112               | 3 novembre 2010   | Mount Lemmon Survey      |
| 705676 | 2009 HM112               | 18 marzo 2009     | Spacewatch               |
| 705677 | 2009 HD113               | 25 ottobre 2011   | Pan-STARRS               |
| 705678 | 2009 HT113               | 26 aprile 2009    | Mount Lemmon Survey      |
| 705679 | 2009 HX113               | 27 aprile 2009    | Mount Lemmon Survey      |
| 705680 | 2009 HA114               | 19 gennaio 2013   | Spacewatch               |
| 705681 | 2009 HC115               | 15 ottobre 2015   | Pan-STARRS               |
| 705682 | 2009 HP116               | 13 luglio 2016    | Pan-STARRS               |
| 705683 | 2009 HU116               | 28 marzo 2015     | Pan-STARRS               |
| 705684 | 2009 HZ116               | 26 ottobre 2011   | Pan-STARRS               |
| 705685 | 2009 HD117               | 24 settembre 2011 | Mount Lemmon Survey      |
| 705686 | 2009 HZ117               | 30 agosto 2014    | Pan-STARRS               |
| 705687 | 2009 HO118               | 18 aprile 2009    | CSS                      |
| 705688 | 2009 HT119               | 21 agosto 2015    | Pan-STARRS               |
| 705689 | 2009 HO120               | 29 aprile 2014    | Pan-STARRS               |
| 705690 | 2009 HX120               | 18 aprile 2009    | Mount Lemmon Survey      |
| 705691 | 2009 HN121               | 27 aprile 2009    | Spacewatch               |
| 705692 | 2009 HA123               | 29 aprile 2009    | Spacewatch               |
| 705693 | 2009 HH123               | 17 aprile 2009    | Spacewatch               |
| 705694 | 2009 HY123               | 20 aprile 2009    | Mount Lemmon Survey      |
| 705695 | 2009 HQ124               | 11 marzo 2003     | Spacewatch               |
| 705696 | 2009 HT125               | 27 aprile 2009    | Mount Lemmon Survey      |
| 705697 | 2009 HW127               | 20 aprile 2009    | Spacewatch               |
| 705698 | 2009 JL9                 | 14 maggio 2009    | Spacewatch               |
| 705699 | 2009 JJ10                | 20 febbraio 2009  | Mount Lemmon Survey      |
| 705700 | 2009 JH15                | 2 maggio 2009     | Alianza S4 Obs.          |

## 705701–705800
| Nome   | Designazione provvisoria | Data di scoperta  | Scopritore                          |
| ------ | ------------------------ | ----------------- | ----------------------------------- |
| 705701 | 2009 JH16                | 4 maggio 2009     | Mount Lemmon Survey                 |
| 705702 | 2009 JW19                | 1 maggio 2009     | Mount Lemmon Survey                 |
| 705703 | 2009 JB20                | 15 dicembre 2014  | Mount Lemmon Survey                 |
| 705704 | 2009 JY21                | 15 maggio 2009    | Spacewatch                          |
| 705705 | 2009 JR23                | 15 maggio 2009    | Spacewatch                          |
| 705706 | 2009 KG11                | 25 maggio 2009    | Spacewatch                          |
| 705707 | 2009 KJ13                | 25 marzo 2009     | Mount Lemmon Survey                 |
| 705708 | 2009 KQ14                | 26 maggio 2009    | Spacewatch                          |
| 705709 | 2009 KY24                | 17 marzo 2005     | Mount Lemmon Survey                 |
| 705710 | 2009 KD25                | 28 maggio 2009    | Mount Lemmon Survey                 |
| 705711 | 2009 KG27                | 30 maggio 2009    | Mount Lemmon Survey                 |
| 705712 | 2009 KZ27                | 30 maggio 2009    | Mount Lemmon Survey                 |
| 705713 | 2009 KK29                | 28 maggio 2009    | Mount Lemmon Survey                 |
| 705714 | 2009 KS31                | 24 febbraio 2008  | Spacewatch                          |
| 705715 | 2009 KP37                | 31 gennaio 2004   | SDSS Collaboration                  |
| 705716 | 2009 KW38                | 24 ottobre 2011   | Pan-STARRS                          |
| 705717 | 2009 KB39                | 16 aprile 2012    | Pan-STARRS                          |
| 705718 | 2009 KN39                | 26 maggio 2009    | Spacewatch                          |
| 705719 | 2009 KZ39                | 9 maggio 2014     | Pan-STARRS                          |
| 705720 | 2009 KB41                | 15 gennaio 2018   | Pan-STARRS                          |
| 705721 | 2009 KM41                | 1 aprile 2017     | Pan-STARRS                          |
| 705722 | 2009 KP41                | 5 marzo 2013      | Pan-STARRS                          |
| 705723 | 2009 KM42                | 2 settembre 2016  | Mount Lemmon Survey                 |
| 705724 | 2009 LV3                 | 12 giugno 2009    | Spacewatch                          |
| 705725 | 2009 LR5                 | 15 giugno 2009    | Spacewatch                          |
| 705726 | 2009 LD6                 | 15 giugno 2009    | Mount Lemmon Survey                 |
| 705727 | 2009 LQ7                 | 14 gennaio 2016   | Pan-STARRS                          |
| 705728 | 2009 MV2                 | 17 giugno 2009    | Spacewatch                          |
| 705729 | 2009 MW2                 | 17 giugno 2009    | Spacewatch                          |
| 705730 | 2009 MJ7                 | 10 aprile 2005    | CSS                                 |
| 705731 | 2009 MT7                 | 24 giugno 2009    | Alianza S4 Obs.                     |
| 705732 | 2009 MT10                | 22 gennaio 2015   | Pan-STARRS                          |
| 705733 | 2009 MX10                | 14 gennaio 2011   | Mount Lemmon Survey                 |
| 705734 | 2009 MS11                | 31 maggio 2014    | Pan-STARRS                          |
| 705735 | 2009 MA12                | 5 novembre 2010   | Spacewatch                          |
| 705736 | 2009 MC12                | 23 novembre 2014  | Pan-STARRS                          |
| 705737 | 2009 NJ1                 | 15 luglio 2009    | Osservatorio astronomico di Maiorca |
| 705738 | 2009 OE4                 | 3 settembre 2002  | NEAT                                |
| 705739 | 2009 OS10                | 27 luglio 2009    | Spacewatch                          |
| 705740 | 2009 OV11                | 16 dicembre 2006  | Spacewatch                          |
| 705741 | 2009 OG13                | 20 ottobre 2006   | Mount Lemmon Survey                 |
| 705742 | 2009 OA17                | 28 luglio 2009    | Spacewatch                          |
| 705743 | 2009 OF19                | 28 luglio 2009    | Spacewatch                          |
| 705744 | 2009 OP19                | 23 giugno 2009    | Mount Lemmon Survey                 |
| 705745 | 2009 OJ26                | 10 marzo 2016     | Pan-STARRS                          |
| 705746 | 2009 OO26                | 28 luglio 2009    | Spacewatch                          |
| 705747 | 2009 OS27                | 27 luglio 2009    | Spacewatch                          |
| 705748 | 2009 OJ28                | 27 luglio 2009    | Spacewatch                          |
| 705749 | 2009 OQ29                | 31 luglio 2009    | Spacewatch                          |
| 705750 | 2009 PP3                 | 15 agosto 2009    | CSS                                 |
| 705751 | 2009 PM9                 | 8 febbraio 2008   | Spacewatch                          |
| 705752 | 2009 PB22                | 15 agosto 2009    | Spacewatch                          |
| 705753 | 2009 PC22                | 12 ottobre 2010   | Mount Lemmon Survey                 |
| 705754 | 2009 PS22                | 17 ottobre 2017   | Mount Lemmon Survey                 |
| 705755 | 2009 PK24                | 1 agosto 2009     | Spacewatch                          |
| 705756 | 2009 QX1                 | 16 agosto 2009    | M. Ory                              |
| 705757 | 2009 QO2                 | 28 agosto 2002    | NEAT                                |
| 705758 | 2009 QD8                 | 18 agosto 2009    | W. Bickel                           |
| 705759 | 2009 QQ10                | 26 settembre 2005 | Spacewatch                          |
| 705760 | 2009 QL11                | 10 agosto 2009    | Spacewatch                          |
| 705761 | 2009 QP11                | 16 agosto 2009    | Osservatorio astronomico di Maiorca |
| 705762 | 2009 QZ13                | 16 agosto 2009    | Spacewatch                          |
| 705763 | 2009 QC15                | 16 agosto 2009    | Spacewatch                          |
| 705764 | 2009 QO18                | 17 agosto 2009    | Spacewatch                          |
| 705765 | 2009 QO32                | 17 agosto 2009    | Osservatorio astronomico di Maiorca |
| 705766 | 2009 QQ37                | 10 gennaio 2007   | Mount Lemmon Survey                 |
| 705767 | 2009 QT37                | 27 agosto 2009    | W. Bickel                           |
| 705768 | 2009 QW40                | 16 agosto 2009    | CSS                                 |
| 705769 | 2009 QZ40                | 16 agosto 2009    | Osservatorio astronomico di Maiorca |
| 705770 | 2009 QA45                | 15 agosto 2009    | Spacewatch                          |
| 705771 | 2009 QQ45                | 28 agosto 2009    | Spacewatch                          |
| 705772 | 2009 QT48                | 27 agosto 2009    | Spacewatch                          |
| 705773 | 2009 QM49                | 28 agosto 2009    | Spacewatch                          |
| 705774 | 2009 QR50                | 25 agosto 2005    | NEAT                                |
| 705775 | 2009 QQ52                | 19 agosto 2009    | Spacewatch                          |
| 705776 | 2009 QF60                | 16 agosto 2009    | Spacewatch                          |
| 705777 | 2009 QO64                | 27 agosto 2009    | Spacewatch                          |
| 705778 | 2009 QY65                | 16 agosto 2009    | Spacewatch                          |
| 705779 | 2009 QD66                | 18 agosto 2009    | Spacewatch                          |
| 705780 | 2009 QT66                | 27 agosto 2009    | Spacewatch                          |
| 705781 | 2009 QZ66                | 18 agosto 2009    | Spacewatch                          |
| 705782 | 2009 QJ67                | 16 agosto 2009    | CSS                                 |
| 705783 | 2009 QL67                | 10 ottobre 2004   | Spacewatch                          |
| 705784 | 2009 QU67                | 30 luglio 2014    | Spacewatch                          |
| 705785 | 2009 QY67                | 14 marzo 2012     | Mount Lemmon Survey                 |
| 705786 | 2009 QA68                | 17 agosto 2009    | Spacewatch                          |
| 705787 | 2009 QF68                | 6 agosto 2014     | Pan-STARRS                          |
| 705788 | 2009 QG70                | 28 luglio 2014    | Pan-STARRS                          |
| 705789 | 2009 QH70                | 20 agosto 2009    | Spacewatch                          |
| 705790 | 2009 QF72                | 27 agosto 2009    | Spacewatch                          |
| 705791 | 2009 QP73                | 18 agosto 2009    | Spacewatch                          |
| 705792 | 2009 QP76                | 18 agosto 2009    | Spacewatch                          |
| 705793 | 2009 QB83                | 27 agosto 2009    | Spacewatch                          |
| 705794 | 2009 RO2                 | 10 settembre 2009 | ESA OGS                             |
| 705795 | 2009 RU2                 | 11 settembre 2009 | T. V. Kryachko, B. Satovskij        |
| 705796 | 2009 RJ6                 | 27 agosto 2009    | Spacewatch                          |
| 705797 | 2009 RE8                 | 12 settembre 2009 | Spacewatch                          |
| 705798 | 2009 RZ10                | 12 settembre 2009 | Spacewatch                          |
| 705799 | 2009 RO18                | 12 settembre 2009 | Spacewatch                          |
| 705800 | 2009 RX22                | 15 settembre 2009 | Mount Lemmon Survey                 |

## 705801–705900
| Nome   | Designazione provvisoria | Data di scoperta  | Scopritore                   |
| ------ | ------------------------ | ----------------- | ---------------------------- |
| 705801 | 2009 RT23                | 15 settembre 2009 | Mount Lemmon Survey          |
| 705802 | 2009 RB26                | 16 settembre 2009 | Spacewatch                   |
| 705803 | 2009 RC36                | 16 agosto 2009    | Spacewatch                   |
| 705804 | 2009 RR37                | 15 settembre 2009 | Spacewatch                   |
| 705805 | 2009 RH42                | 15 settembre 2009 | Spacewatch                   |
| 705806 | 2009 RS42                | 15 settembre 2009 | Spacewatch                   |
| 705807 | 2009 RC43                | 17 giugno 2005    | Mount Lemmon Survey          |
| 705808 | 2009 RM44                | 15 settembre 2009 | Spacewatch                   |
| 705809 | 2009 RZ44                | 15 settembre 2009 | Spacewatch                   |
| 705810 | 2009 RJ64                | 15 settembre 2009 | Spacewatch                   |
| 705811 | 2009 RA68                | 29 ottobre 2010   | Mount Lemmon Survey          |
| 705812 | 2009 RK77                | 30 marzo 2012     | Mount Lemmon Survey          |
| 705813 | 2009 RG78                | 14 settembre 2009 | Spacewatch                   |
| 705814 | 2009 RK79                | 28 agosto 2014    | Pan-STARRS                   |
| 705815 | 2009 RE81                | 15 settembre 2009 | Spacewatch                   |
| 705816 | 2009 RH82                | 15 settembre 2009 | Spacewatch                   |
| 705817 | 2009 RS82                | 12 settembre 2009 | Spacewatch                   |
| 705818 | 2009 RT82                | 15 settembre 2009 | Spacewatch                   |
| 705819 | 2009 SO4                 | 16 settembre 2009 | Mount Lemmon Survey          |
| 705820 | 2009 SK5                 | 18 agosto 2009    | Spacewatch                   |
| 705821 | 2009 SP8                 | 16 settembre 2009 | Mount Lemmon Survey          |
| 705822 | 2009 SE11                | 16 settembre 2009 | Mount Lemmon Survey          |
| 705823 | 2009 SX11                | 16 novembre 2006  | Mount Lemmon Survey          |
| 705824 | 2009 SG17                | 16 agosto 2009    | Spacewatch                   |
| 705825 | 2009 SV21                | 18 settembre 2009 | W. Bickel                    |
| 705826 | 2009 SK22                | 16 settembre 2009 | Spacewatch                   |
| 705827 | 2009 SN24                | 16 settembre 2009 | Spacewatch                   |
| 705828 | 2009 SL26                | 16 settembre 2009 | Spacewatch                   |
| 705829 | 2009 SH28                | 24 dicembre 2006  | Mount Lemmon Survey          |
| 705830 | 2009 SY29                | 16 settembre 2009 | Spacewatch                   |
| 705831 | 2009 SF34                | 16 settembre 2009 | Spacewatch                   |
| 705832 | 2009 SB36                | 9 aprile 2002     | Spacewatch                   |
| 705833 | 2009 SW36                | 16 settembre 2009 | Spacewatch                   |
| 705834 | 2009 SC45                | 16 settembre 2009 | Spacewatch                   |
| 705835 | 2009 SE47                | 16 settembre 2009 | Spacewatch                   |
| 705836 | 2009 SJ47                | 16 settembre 2009 | Spacewatch                   |
| 705837 | 2009 SB50                | 17 settembre 2009 | Mount Lemmon Survey          |
| 705838 | 2009 SQ50                | 20 agosto 2009    | Spacewatch                   |
| 705839 | 2009 SZ50                | 11 settembre 2009 | T. V. Kryachko, B. Satovskij |
| 705840 | 2009 SW51                | 17 settembre 2009 | Mount Lemmon Survey          |
| 705841 | 2009 SE55                | 17 settembre 2009 | Mount Lemmon Survey          |
| 705842 | 2009 SG55                | 17 settembre 2009 | Mount Lemmon Survey          |
| 705843 | 2009 SC64                | 17 settembre 2009 | Mount Lemmon Survey          |
| 705844 | 2009 SU67                | 17 settembre 2009 | Spacewatch                   |
| 705845 | 2009 SY76                | 17 settembre 2009 | Spacewatch                   |
| 705846 | 2009 SC77                | 17 settembre 2009 | Spacewatch                   |
| 705847 | 2009 SN78                | 24 ottobre 2004   | R. Ferrando                  |
| 705848 | 2009 SN83                | 18 settembre 2009 | Mount Lemmon Survey          |
| 705849 | 2009 SV91                | 18 settembre 2009 | Spacewatch                   |
| 705850 | 2009 SZ95                | 19 settembre 2009 | Spacewatch                   |
| 705851 | 2009 SS98                | 24 settembre 2009 | Mount Lemmon Survey          |
| 705852 | 2009 SE100               | 25 agosto 2005    | NEAT                         |
| 705853 | 2009 SV100               | 21 settembre 2009 | A. Galád                     |
| 705854 | 2009 SZ101               | 13 settembre 2004 | Spacewatch                   |
| 705855 | 2009 SE102               | 17 giugno 2005    | Mount Lemmon Survey          |
| 705856 | 2009 SX103               | 22 settembre 2009 | A. Galád                     |
| 705857 | 2009 SY106               | 30 novembre 2005  | Spacewatch                   |
| 705858 | 2009 SZ108               | 17 settembre 2009 | Mount Lemmon Survey          |
| 705859 | 2009 SD113               | 18 settembre 2009 | Spacewatch                   |
| 705860 | 2009 SC115               | 18 settembre 2009 | Spacewatch                   |
| 705861 | 2009 SH121               | 18 settembre 2009 | Spacewatch                   |
| 705862 | 2009 SK121               | 29 marzo 2008     | Mount Lemmon Survey          |
| 705863 | 2009 SV121               | 18 settembre 2009 | Spacewatch                   |
| 705864 | 2009 SP124               | 18 settembre 2009 | Spacewatch                   |
| 705865 | 2009 SE125               | 18 settembre 2009 | Spacewatch                   |
| 705866 | 2009 SQ131               | 18 settembre 2009 | Spacewatch                   |
| 705867 | 2009 ST139               | 19 settembre 2009 | Spacewatch                   |
| 705868 | 2009 SL142               | 19 settembre 2009 | Mount Lemmon Survey          |
| 705869 | 2009 SR160               | 20 settembre 2009 | Spacewatch                   |
| 705870 | 2009 SD162               | 27 gennaio 2007   | Mount Lemmon Survey          |
| 705871 | 2009 SC166               | 15 agosto 2009    | CSS                          |
| 705872 | 2009 SB169               | 28 luglio 2005    | NEAT                         |
| 705873 | 2009 SR170               | 23 settembre 2009 | Mount Lemmon Survey          |
| 705874 | 2009 SB171               | 20 settembre 2009 | Mount Lemmon Survey          |
| 705875 | 2009 SX171               | 28 settembre 2009 | Mount Lemmon Survey          |
| 705876 | 2009 SC173               | 18 settembre 2009 | Spacewatch                   |
| 705877 | 2009 SD173               | 18 settembre 2009 | Spacewatch                   |
| 705878 | 2009 SJ173               | 1 febbraio 2006   | Spacewatch                   |
| 705879 | 2009 SZ182               | 21 settembre 2009 | Mount Lemmon Survey          |
| 705880 | 2009 SV188               | 21 settembre 2009 | Spacewatch                   |
| 705881 | 2009 SV189               | 22 settembre 2009 | Spacewatch                   |
| 705882 | 2009 SU192               | 30 aprile 2008    | Mount Lemmon Survey          |
| 705883 | 2009 SM197               | 18 settembre 2009 | Spacewatch                   |
| 705884 | 2009 SU197               | 22 settembre 2009 | Spacewatch                   |
| 705885 | 2009 SD198               | 22 settembre 2009 | Spacewatch                   |
| 705886 | 2009 SP198               | 22 settembre 2009 | Spacewatch                   |
| 705887 | 2009 SQ198               | 22 settembre 2009 | Spacewatch                   |
| 705888 | 2009 SG199               | 22 settembre 2009 | Spacewatch                   |
| 705889 | 2009 SC201               | 22 settembre 2009 | Spacewatch                   |
| 705890 | 2009 SF202               | 22 settembre 2009 | Spacewatch                   |
| 705891 | 2009 SS202               | 22 settembre 2009 | Spacewatch                   |
| 705892 | 2009 SV203               | 22 settembre 2009 | Spacewatch                   |
| 705893 | 2009 SQ211               | 23 settembre 2009 | Mount Lemmon Survey          |
| 705894 | 2009 SD212               | 23 settembre 2009 | Spacewatch                   |
| 705895 | 2009 SL212               | 15 settembre 2009 | Spacewatch                   |
| 705896 | 2009 SR216               | 17 giugno 2005    | Mount Lemmon Survey          |
| 705897 | 2009 SR217               | 16 agosto 2009    | Spacewatch                   |
| 705898 | 2009 SG220               | 24 settembre 2009 | Mount Lemmon Survey          |
| 705899 | 2009 SX220               | 19 agosto 2009    | CSS                          |
| 705900 | 2009 SM221               | 18 agosto 2009    | Spacewatch                   |

## 705901–706000
| Nome   | Designazione provvisoria | Data di scoperta  | Scopritore          |
| ------ | ------------------------ | ----------------- | ------------------- |
| 705901 | 2009 SP223               | 29 agosto 2009    | Spacewatch          |
| 705902 | 2009 SR223               | 29 agosto 2009    | Spacewatch          |
| 705903 | 2009 SD225               | 18 settembre 2009 | Spacewatch          |
| 705904 | 2009 SC226               | 26 settembre 2009 | Mount Lemmon Survey |
| 705905 | 2009 SW227               | 26 settembre 2009 | Spacewatch          |
| 705906 | 2009 SW229               | 16 settembre 2009 | Spacewatch          |
| 705907 | 2009 SL230               | 16 settembre 2009 | CSS                 |
| 705908 | 2009 SC237               | 18 agosto 2009    | Spacewatch          |
| 705909 | 2009 ST237               | 16 settembre 2009 | CSS                 |
| 705910 | 2009 SJ243               | 15 settembre 2009 | CSS                 |
| 705911 | 2009 SK250               | 19 settembre 2009 | Spacewatch          |
| 705912 | 2009 SO252               | 21 settembre 2009 | Spacewatch          |
| 705913 | 2009 SP257               | 21 settembre 2009 | CSS                 |
| 705914 | 2009 SD259               | 22 settembre 2009 | Mount Lemmon Survey |
| 705915 | 2009 SF261               | 21 febbraio 2007  | Mount Lemmon Survey |
| 705916 | 2009 SU268               | 24 settembre 2009 | Spacewatch          |
| 705917 | 2009 SB271               | 16 settembre 2009 | Spacewatch          |
| 705918 | 2009 SJ272               | 24 settembre 2009 | Spacewatch          |
| 705919 | 2009 SQ275               | 13 ottobre 1998   | Spacewatch          |
| 705920 | 2009 SB278               | 17 settembre 2009 | Spacewatch          |
| 705921 | 2009 SG278               | 25 settembre 2009 | Spacewatch          |
| 705922 | 2009 SL278               | 25 settembre 2009 | Spacewatch          |
| 705923 | 2009 SO278               | 25 settembre 2009 | Spacewatch          |
| 705924 | 2009 SY279               | 17 settembre 2009 | Spacewatch          |
| 705925 | 2009 SD280               | 25 settembre 2009 | Spacewatch          |
| 705926 | 2009 SA287               | 25 settembre 2009 | Spacewatch          |
| 705927 | 2009 SC287               | 23 aprile 2007    | Spacewatch          |
| 705928 | 2009 SQ292               | 26 settembre 2009 | Spacewatch          |
| 705929 | 2009 SU294               | 27 settembre 2009 | Mount Lemmon Survey |
| 705930 | 2009 SA295               | 9 marzo 2008      | Spacewatch          |
| 705931 | 2009 SO295               | 27 settembre 2009 | G. Hug              |
| 705932 | 2009 SC296               | 27 settembre 2009 | Mount Lemmon Survey |
| 705933 | 2009 SH296               | 27 settembre 2009 | Spacewatch          |
| 705934 | 2009 SN296               | 27 settembre 2009 | Spacewatch          |
| 705935 | 2009 SQ296               | 27 settembre 2009 | S. Cullen           |
| 705936 | 2009 SJ297               | 28 settembre 2009 | CSS                 |
| 705937 | 2009 SA298               | 28 settembre 2009 | Mount Lemmon Survey |
| 705938 | 2009 SZ298               | 28 luglio 2009    | Spacewatch          |
| 705939 | 2009 SJ306               | 19 ottobre 1999   | Spacewatch          |
| 705940 | 2009 SX307               | 26 marzo 2008     | Spacewatch          |
| 705941 | 2009 SJ310               | 18 settembre 2009 | Mount Lemmon Survey |
| 705942 | 2009 SA316               | 14 novembre 2006  | Spacewatch          |
| 705943 | 2009 SA317               | 20 agosto 2009    | Spacewatch          |
| 705944 | 2009 SG317               | 19 settembre 2009 | Mount Lemmon Survey |
| 705945 | 2009 SD319               | 20 settembre 2009 | Spacewatch          |
| 705946 | 2009 SZ321               | 22 settembre 2009 | Mount Lemmon Survey |
| 705947 | 2009 SR328               | 30 settembre 2009 | Mount Lemmon Survey |
| 705948 | 2009 SB333               | 27 marzo 2001     | Spacewatch          |
| 705949 | 2009 SV338               | 27 settembre 2009 | Spacewatch          |
| 705950 | 2009 SB339               | 17 settembre 2009 | Spacewatch          |
| 705951 | 2009 ST340               | 21 settembre 2009 | Spacewatch          |
| 705952 | 2009 SV340               | 22 settembre 2009 | Spacewatch          |
| 705953 | 2009 SW350               | 28 settembre 2009 | Mount Lemmon Survey |
| 705954 | 2009 SB357               | 20 settembre 2009 | Mount Lemmon Survey |
| 705955 | 2009 SD359               | 21 settembre 2009 | Mount Lemmon Survey |
| 705956 | 2009 SQ366               | 19 febbraio 2012  | Spacewatch          |
| 705957 | 2009 SX366               | 29 marzo 2012     | Pan-STARRS          |
| 705958 | 2009 SK371               | 17 settembre 2009 | Mount Lemmon Survey |
| 705959 | 2009 SQ371               | 21 settembre 2009 | Spacewatch          |
| 705960 | 2009 SQ372               | 16 febbraio 2007  | Mount Lemmon Survey |
| 705961 | 2009 SS373               | 21 settembre 2009 | Spacewatch          |
| 705962 | 2009 SU373               | 21 settembre 2009 | Mount Lemmon Survey |
| 705963 | 2009 SH374               | 8 agosto 2016     | Pan-STARRS          |
| 705964 | 2009 SM374               | 28 settembre 2009 | Spacewatch          |
| 705965 | 2009 SO374               | 27 settembre 2009 | Spacewatch          |
| 705966 | 2009 SE375               | 18 settembre 2009 | Spacewatch          |
| 705967 | 2009 SQ375               | 15 marzo 2012     | Mount Lemmon Survey |
| 705968 | 2009 SC376               | 29 agosto 2009    | Spacewatch          |
| 705969 | 2009 SD377               | 27 aprile 2012    | Pan-STARRS          |
| 705970 | 2009 SV377               | 6 marzo 2016      | Pan-STARRS          |
| 705971 | 2009 SW377               | 29 giugno 2014    | Pan-STARRS          |
| 705972 | 2009 SS382               | 1 giugno 2013     | Pan-STARRS          |
| 705973 | 2009 SU382               | 22 settembre 2009 | Spacewatch          |
| 705974 | 2009 SW382               | 1 novembre 2013   | Spacewatch          |
| 705975 | 2009 SC383               | 10 dicembre 2010  | Mount Lemmon Survey |
| 705976 | 2009 SN383               | 21 settembre 2009 | Mount Lemmon Survey |
| 705977 | 2009 SB384               | 30 settembre 2009 | Mount Lemmon Survey |
| 705978 | 2009 SG384               | 17 gennaio 2015   | Pan-STARRS          |
| 705979 | 2009 SR384               | 30 novembre 2014  | Pan-STARRS          |
| 705980 | 2009 SY385               | 31 agosto 2000    | LINEAR              |
| 705981 | 2009 SB389               | 23 febbraio 2012  | Mount Lemmon Survey |
| 705982 | 2009 SH389               | 23 gennaio 2011   | Mount Lemmon Survey |
| 705983 | 2009 SL389               | 16 marzo 2012     | Mount Lemmon Survey |
| 705984 | 2009 SN389               | 16 marzo 2012     | Pan-STARRS          |
| 705985 | 2009 SG390               | 4 agosto 2014     | Pan-STARRS          |
| 705986 | 2009 SJ390               | 30 luglio 2014    | Spacewatch          |
| 705987 | 2009 SH391               | 14 marzo 2012     | Mount Lemmon Survey |
| 705988 | 2009 SR391               | 20 settembre 2009 | Spacewatch          |
| 705989 | 2009 SC392               | 22 marzo 2018     | Mount Lemmon Survey |
| 705990 | 2009 SS392               | 30 settembre 2009 | Mount Lemmon Survey |
| 705991 | 2009 SH394               | 21 settembre 2009 | Mount Lemmon Survey |
| 705992 | 2009 ST394               | 29 settembre 2009 | Mount Lemmon Survey |
| 705993 | 2009 SS395               | 10 gennaio 2013   | Pan-STARRS          |
| 705994 | 2009 SP396               | 20 settembre 2009 | Spacewatch          |
| 705995 | 2009 SW396               | 20 settembre 2009 | Spacewatch          |
| 705996 | 2009 SC397               | 23 settembre 2009 | Spacewatch          |
| 705997 | 2009 SH398               | 29 settembre 2009 | Mount Lemmon Survey |
| 705998 | 2009 SL398               | 18 settembre 2009 | Spacewatch          |
| 705999 | 2009 SN401               | 18 settembre 2009 | Mount Lemmon Survey |
| 706000 | 2009 SV403               | 26 settembre 2009 | Spacewatch          |